# Radioaltímetro
Un radioaltímetro mide la altura existente entre una aeronave o vehículo espacial y el terreno que sobrevuela. Este tipo de altímetro muestra la distancia existente entre la aeronave y la superficie directamente debajo de ella, en contraposición de los altímetros barométricos que indican la altitud sobre un punto predeterminado, normalmente el nivel del mar.
El radioaltímetro fue inventado en 1924 por el ingeniero Lloyd Espenschied, si bien la compañía Bells Labs tardó 14 años en aplicar el diseño de Espenschied en un formato adaptable al uso en aeronaves.

## Principio
Los radioaltímetros utilizan un radar para emitir pulsos de ondas de radio hacia el suelo. Estas ondas rebotan en la superficie y regresan a la aeronave, calculando ésta el tiempo que ha tardado la señal en los dos trayectos. Ya que la velocidad de la señal y el tiempo transcurrido entre su emisión y recepción son conocidos se puede calcular la altura relativa a la que está la aeronave.